# 沈容姬
沈容姬（414年—453年），南朝宋文帝劉義隆的妃子，明帝劉彧之母。母王氏。出身不詳，入宮後封為美人，後晉婕妤。

## 生平
沈容姬封為美人時，虽然已经生了儿子劉彧，但并不受宠，且因小過失激怒劉義隆，几乎要被赐死。於是她來到已故皇后袁齊媯生前居住的徽音殿前面泣訴。徽音殿有五間殿閣，自從袁齊媯過世後便一直封閉著。沈容姬在徽音殿前痛哭流涕說道：「我今天沒有罪卻要赴死，如果先皇后在天有靈，應當知曉此事！」此時徽音殿的窗戶竟應聲而開，隨從將此事稟報劉義隆。劉義隆很驚訝的前往查看，發現果真如此，認為先皇后顯靈，遂赦免她的罪過。後來，加封她为婕妤。
沈容姬於元嘉三十年閏六月二十八日（453年8月18日）病逝，葬在建康的莫府山。劉駿即位後，因為她是湘東王劉彧的生母，追贈她湘東國太妃的稱號。劉彧即位後，有司奏：“昔豳都追远，正邑缠哀，缅慕德义，敬奉园陵。先太妃德履端华，徽景明峻，风光宸掖，训流国闱，鞠圣诞灵，蚤捐鸿祚。臣等远模汉册，近仪晋典，谨上尊号为皇太后。”追上尊諡为宣皇太后，稱其陵墓為崇寧陵。

## 外部連結
[在维基数据编辑]
 《南史·卷11》，出自李延壽《南史》